# اچ‌ام‌اس اونجر (دی۱۴)
اچ‌ام‌اس اونجر (دی۱۴) (به انگلیسی: HMS Avenger (D14)) یک زیردریایی است که طول آن ۴۹۲٫۲۵ فوت (۱۵۰٫۰۴ متر) و ارتفاع آن ۲۳٫۲۵ فوت (۷٫۰۹ متر) می‌باشد. این زیردریایی در سال ۱۹۴۰ ساخته شد.